# Valentin Hajdinjak
Valentin Hajdinjak, slovenski ekonomist in politik, * 6. december 1973, Ljubljana
Bil je predsednik uprave družbe DARS. 6. novembra 2023 je odstopil s položaja.

## Življenjepis
Na Ekonomski fakulteti Univerze v Ljubljani je doštudiral mednarodno menjavo. Med študijem je deloval kot turistični delavec in vodnik, dve letu tudi kot novinar RTV Slovenija. Leta 2001 je zasedel mesto urednika informativnega programa Radia Antena, ki ga je zapustil naslednje leto. Kot študent je bil predstavnik študentov v Svetu ministra za zunanje zadeve RS. Leta 1995 je bil v dvoletnem obdobju član upravnega odbora in svetovalnega odbora Evropskega mladinskega centra in Evropske mladinske fundacije pri Svetu Evrope v Strasbourgu.
Leta 1994 je postal predstavnik za javnost Slovenskih krščanskih demokratov, s podobno funkcijo pa je nadaljeval v kabinetu Andreja Bajuka, ki je bil takrat predsednik vlade. Leta 2002 je prestopil na Ministrstvo za kmetijstvo, gozdarstvo in prehrano, kjer je kasneje postal vodja službe za odnose z javnostmi in promocijo. Je viden član Nove Slovenije - krščanskih demokratov, nekaj let je bil tudi njen podpredsednik.
Nadzorni svet Družbe za avtoceste v Republiki Sloveniji (DARS) ga je 10. julija 2020 imenoval na mesto predsednika uprave. 6. novembra 2023 je na seji Nadzornega sveta odstopil s položaja.